# I came to dance (album van Nils Lofgren)
I came to dance is een muziekalbum van Nils Lofgren uit 1977. De elpee bereikte een nummer 54-notering in de Amerikaanse Billboard Album Top 200 en een nummer 30-notering in het Verenigd Koninkrijk.
Bijna alle nummers werden geschreven door Lofgren zelf, op Happy na dat afkomstig is van Stones Keith Richards en Mick Jagger. Het werk van Lofgren werd zelf ook gecoverd, zoals in hetzelfde jaar nog I came to dance door de Finse zanger Freeman (Leo Christer Friman) en Home is where the hurt is door de Amerikaanse zangeres Mary Travers.

## Nummers
| Nummer | naam                      | duur |
| ------ | ------------------------- | ---- |
| A1     | I came to dance           | 4:30 |
| A2     | Rock me at home           | 4:30 |
| A3     | Home is where the hurt is | 4:12 |
| A4     | Code of the road          | 4:51 |
| B1     | Happy ending kids         | 3:01 |
| B2     | Goin' south               | 4:03 |
| B3     | To be a dreamer           | 3:45 |
| B4     | Jealous gun               | 3:50 |
| B5     | Happy                     | 3:22 |